# Diamesa thomasi
Diamesa thomasi är en tvåvingeart som beskrevs av Serra-tosio 1970. Diamesa thomasi ingår i släktet Diamesa och familjen fjädermyggor. Inga underarter finns listade i Catalogue of Life.